# Victoria Onetto
Pour les articles homonymes, voir Onetto.
Victoria "Vicky" Onetto est une actrice, danseuse et mannequin argentine, née le 26 juin 1971 à Buenos Aires.

## Filmographie
- 1998-2000 : Muñeca brava : Adelina "Lina" de Solo
- 2010 : Botineras : Giselle